# Nekrolog Mai 2008
Nekrolog
◄◄
| ◄
| 2004
| 2005
| 2006
| 2007
| 2008 | 2009 | 2010 | 2011 | 2012 | ► | ►►
Januar |
Februar |
März |
April |
Mai |
Juni |
Juli |
August |
September |
Oktober |
November |
Dezember 2008
Weitere Ereignisse | Allgemeiner Nekrolog 2008
Die Beschreibung der verstorbenen Person sollte so kurz wie möglich gehalten sein und nur deren signifikante Tätigkeit(en) enthalten.
Neue Namen ggf. auch unter dem Geburts- und Sterbedatum, also etwa unter 1. Januar und im Geburts- und Sterbejahr (2024) eintragen (nur bei entsprechender großer Wichtigkeit). Für Beispiele siehe die schon vorhandenen Artikel.
Außerdem über die fünf zuletzt Verstorbenen, zu denen es einen ausreichend guten Artikel für eine Präsentation auf der Hauptseite gibt, nach der todesbedingten Überarbeitung der Artikel ggf. auch unter Wikipedia Diskussion:Hauptseite informieren und sie am besten auch in den anderen Wikipedia-Sprachversionen eintragen. Tipp: Regelmäßig bei news.google.de nach „ist tot“, „gestorben“ oder „verstorben“ suchen.
Wenn eine Person gestorben ist, gibt es viele Seiten zu dieser Person in der Wikipedia, die davon auch betroffen sind und entsprechend aktualisiert werden müssen. Beispiele: Namenübersichtsseite, Geburtsjahr, Geburtsort-Seiten und viele mehr.
Wie finde ich die betroffenen Seiten?
Im Suchfeld auf der linken Seite gibt man den Suchbegriff so ein: „Vorname Nachname“. Dann klickt man auf Volltext und alle Seiten mit entsprechendem Suchtext werden aufgerufen. Hier sieht man dann schnell, wo auch das Todesjahr Sinn macht oder sogar ein Teil des Artikels angepasst werden muss. Auch hilft das „Werkzeug“ auf der linken Seite sehr gut, um solche Seiten aufzufinden: „Links auf diese Seite“. Somit ist die Wikipedia wieder aktuell in allen Bereichen! Hinweis: bei Eintragung der Kategorie „Gestorben JAHR“ wird der Missbrauchsfilter 49 ausgelöst, was jedoch nicht schlimm ist. Siehe: Spezial:Missbrauchsfilter/49
Dies ist eine Liste von im Mai 2008 verstorbenen bekannten Persönlichkeiten. Die Einträge erfolgen innerhalb der einzelnen Daten alphabetisch sortiert. Tiere sind im Nekrolog für Tiere zu finden.

## Mai
| Tag     | Name                                     | Beruf, bekannt als                                                                                              | Alter | Beleg |
| ------- | ---------------------------------------- | --- | ----- | ----- |
| 1. Mai  | Paulo Amaral                             | brasilianischer Fußballspieler und -trainer                                                                     | 84    |       |
| 1. Mai  | Bernard Archard                          | britischer Schauspieler                                                                                         | 91    |       |
| 1. Mai  | Buzzie Bavasi                            | US-amerikanischer Baseballfunktionär mlb.mlb.com                                                                | 93    |       |
| 1. Mai  | Wilhelm Bollwahn                         | deutscher Veterinärmediziner                                                                                    | 78    |       |
| 1. Mai  | Philipp Freiherr von Boeselager          | deutscher Privatwaldbesitzer, forstlicher Verbandsfunktionär und Widerstandskämpfer im Nationalsozialismus      | 90    |       |
| 1. Mai  | Elaine Dundy                             | US-amerikanische Schriftstellerin, Biographin, Journalistin und Schauspielerin                                  | 86    |       |
| 1. Mai  | Aden Hashi Farah                         | somalischer Warlord news.bbc.co.uk                                                                              | ?     |       |
| 1. Mai  | Yves Giraud                              | französischer Romanist, Literaturwissenschaftler und Hochschullehrer                                            | 70    |       |
| 1. Mai  | Jim Hager                                | US-amerikanischer Fernsehmoderator                                                                              | 61    |       |
| 1. Mai  | Dieter Hellwig                           | deutscher Bootsbauer und Motorbootrennfahrer dmyv.de                                                            | 75/76 |       |
| 1. Mai  | Hong Sung-won                            | südkoreanischer Schriftsteller                                                                                  | 70    |       |
| 1. Mai  | Mark Kendall                             | walisischer Fußballtorwart                                                                                      | 49    |       |
| 1. Mai  | Romano Levi                              | italienischer Künstler und Grappaproduzent                                                                      | 79    |       |
| 1. Mai  | Karin Lindberg                           | deutsche Tischtennisspielerin                                                                                   | 92    |       |
| 1. Mai  | Anthony Mamo                             | maltesischer Politiker, Präsident von Malta (1974–1976)                                                         | 99    |       |
| 1. Mai  | Alberto Estima de Oliveira               | portugiesischer Dichter noticias.sapo.pt                                                                        | 74    |       |
| 1. Mai  | Deborah Jeane Palfrey                    | US-amerikanische Betreiberin einer Begleitagentur in den USA                                                    | 52    |       |
| 1. Mai  | Murray H. Protter                        | US-amerikanischer Mathematiker                                                                                  | 90    |       |
| 1. Mai  | J. J. Voskuil                            | niederländischer Schriftsteller                                                                                 | 81    |       |
| 2. Mai  | Graham Bell                              | englischer Pop- und Rocksänger                                                                                  | 60    |       |
| 2. Mai  | Dominic Dim Deng                         | sudanesischer Politiker                                                                                         |       |       |
| 2. Mai  | Ursula Eggli                             | Schweizer Schriftstellerin und Aktivistin in verschiedenen sozialen Bewegungen                                  | 63    |       |
| 2. Mai  | Alla Genrichowna Massewitsch             | russische Astronomin                                                                                            | 89    |       |
| 2. Mai  | Robert M. Isaac                          | US-amerikanischer Politiker                                                                                     | 80    |       |
| 2. Mai  | Willy Kober                              | deutscher Unternehmer motorzeitung.de                                                                           | 69    |       |
| 2. Mai  | Uroš Krek                                | slowenischer Komponist und Hochschullehrer                                                                      | 85    |       |
| 2. Mai  | Franco Lattanzi                          | italienischer Filmregisseur                                                                                     |       |       |
| 2. Mai  | Mildred Loving                           | US-amerikanische Bürgerrechtlerin                                                                               | 68    |       |
| 2. Mai  | Pompiliu Macovei                         | rumänischer Politiker (PCR), Minister und Botschafter                                                           | 96    |       |
| 2. Mai  | Alexander May                            | deutscher Schauspieler                                                                                          | 80    |       |
| 2. Mai  | Beverlee McKinsey                        | US-amerikanische Schauspielerin                                                                                 | 72    |       |
| 2. Mai  | Derek Pugh                               | britischer Leichtathlet                                                                                         | 82    |       |
| 2. Mai  | Günther Schmelzer                        | deutscher Brigadegeneral                                                                                        | 85    |       |
| 2. Mai  | Justin Yak                               | sudanesischer Politiker                                                                                         |       |       |
| 3. Mai  | Jorge Mario Ávila del Águila             | guatemaltekischer Geistlicher, römisch-katholischer Bischof von Jalapa, Guatemala                               | 84    |       |
| 3. Mai  | Martin Beeler                            | Schweizer Volksmusiker                                                                                          | 87    |       |
| 3. Mai  | Charles Caccia                           | kanadischer Politiker                                                                                           | 78    |       |
| 3. Mai  | Leopoldo Calvo-Sotelo                    | spanischer Politiker und Ministerpräsident, MdEP                                                                | 82    |       |
| 3. Mai  | Martin Finnegan                          | irischer Motorradrennfahrer                                                                                     | 28    |       |
| 03. Mai | Wolfgang Haeseler                        | deutscher Architekt                                                                                             | 78    |       |
| 3. Mai  | Gerhart Hass                             | deutscher Historiker                                                                                            | 77    |       |
| 3. Mai  | Ted Key                                  | US-amerikanischer Comiczeichner web.archive.org                                                                 | 95    |       |
| 3. Mai  | Giovanni Nencioni                        | italienischer Linguist und Romanist                                                                             | 96    |       |
| 3. Mai  | Badi Panahi                              | iranisch-deutscher Sozialwissenschaftler                                                                        | 72    |       |
| 3. Mai  | Hanon Reznikov                           | US-amerikanischer Theater- und Filmschauspieler, Autor, Regisseur                                               | 57    |       |
| 3. Mai  | Morgan Sparks                            | US-amerikanischer Wissenschaftler                                                                               | 91    |       |
| 3. Mai  | Ernst Amadeus Wolff                      | deutscher Rechtswissenschaftler und Hochschullehrer                                                             | 79    |       |
| 4. Mai  | Roger Aeschlimann                        | Schweizer Radrennfahrer                                                                                         | 84    |       |
| 4. Mai  | Fred Baur                                | US-amerikanischer Chemiker dhadm.com                                                                            | 89    |       |
| 4. Mai  | Alvin Colt                               | US-amerikanischer Kostümbildner                                                                                 | 91    |       |
| 4. Mai  | Charles R. Ellis                         | US-amerikanischer Unternehmer nytimes.com                                                                       | 72    |       |
| 4. Mai  | Jaime Gómez                              | mexikanischer Fußballspieler                                                                                    | 78    |       |
| 4. Mai  | Fred Haines                              | US-amerikanischer Drehbuchautor und Filmregisseur                                                               | 72    |       |
| 4. Mai  | Richard Holme, Baron Holme of Cheltenham | britischer Politiker (Liberaldemokrat)                                                                          | 71    |       |
| 4. Mai  | Jacques D. Hyan                          | deutscher Maler und Zeichner                                                                                    | 70    |       |
| 4. Mai  | Lucien Jeunesse                          | französischer Hörfunkmoderator und Schauspieler                                                                 | 89    |       |
| 4. Mai  | Kishan Maharaj                           | indischer Musiker ibnlive.com                                                                                   | 84    |       |
| 4. Mai  | Othmar Meißl                             | österreichischer Politiker (FPÖ)                                                                                | 90    |       |
| 4. Mai  | Colin Murdoch                            | neuseeländischer Apotheker, Tierarzt und Erfinder                                                               | 79    |       |
| 4. Mai  | Mohamed Salem                            | algerischer Fußballspieler                                                                                      | 67    |       |
| 4. Mai  | Gerhard Schmidt                          | dänisch-deutscher Hauptvorsitzender des Bundes Deutscher Nordschleswiger                                        | 75    |       |
| 4. Mai  | Wolfgang Seel                            | deutscher Jurist und Beamter, erster Universitätskanzler der RUB                                                | 92    |       |
| 5. Mai  | Georges Degen                            | Schweizer Politiker                                                                                             | 79    |       |
| 5. Mai  | Park Kyung-ni                            | südkoreanische Schriftstellerin                                                                                 | 81    |       |
| 5. Mai  | Gerolf Lampel                            | Schweizer Zoologe unifr.ch                                                                                      | 77    |       |
| 5. Mai  | Rudolf Raasch                            | deutscher Pädagoge und Geschichtsdidaktiker                                                                     | 82    |       |
| 5. Mai  | Irvine Robbins                           | kanadisch-amerikanischer Unternehmer und Mitbegründer von Baskins-Robbins                                       | 90    |       |
| 5. Mai  | Jerry Wallace                            | US-amerikanischer Pop- und Country-Sänger                                                                       | 79    |       |
| 5. Mai  | Carl-Heinz Westenburger                  | deutscher Maler und Grafiker                                                                                    | 83    |       |
| 5. Mai  | Witold Woyda                             | polnischer Fechter                                                                                              | 68    |       |
| 6. Mai  | Kuno Bärenbold                           | deutscher Schriftsteller, Zimmermann                                                                            | 61    |       |
| 6. Mai  | Jost Biedermann                          | deutscher Politiker (CDU), MdV                                                                                  | 86    |       |
| 6. Mai  | Paul B. Gordon                           | US-amerikanischer Unternehmer nytimes.com                                                                       | 84    |       |
| 6. Mai  | Franz Jackson                            | US-amerikanischer Jazz-Klarinettist                                                                             | 95    |       |
| 6. Mai  | Werner Korthaase                         | deutscher Politiker und Forscher uni-bamberg.de                                                                 | 71    |       |
| 06. Mai | Florence MacDonald                       | US-amerikanische Leichtathletin                                                                                 | 98    |       |
| 6. Mai  | Roy M. Mersky                            | US-amerikanischer Jurist und Bibliothekar                                                                       | 82    |       |
| 6. Mai  | Ray Michie, Baroness Michie of Gallanach | britische Adlige und Politikerin                                                                                | 74    |       |
| 6. Mai  | Philipp von Schoeller                    | österreichischer Wirtschaftsfunktionär und Bankier, Ehrenmitglied des Internationalen Olympischen Komitees      | 86    |       |
| 7. Mai  | Owen Douglas Dowling                     | australischer Bischof von Canberra und Goulburn anglicancgsharepoint.org.au                                     | 74    |       |
| 7. Mai  | Joachim Heidberg                         | deutscher Chemiker                                                                                              | 75    |       |
| 7. Mai  | Clemens Kathke                           | römisch-katholischer Theologe                                                                                   |       |       |
| 7. Mai  | Donald William Montrose                  | US-amerikanischer römisch-katholischer Bischof von Stockton                                                     | 84    |       |
| 7. Mai  | Dick Netzer                              | US-amerikanischer Wirtschaftsexperte nytimes.com                                                                | 79    |       |
| 7. Mai  | Thijs Wöltgens                           | niederländischer Politiker (PvdA)                                                                               | 64    |       |
| 7. Mai  | Gernot Zippe                             | österreichischer Physiker und Erfinder einer Gaszentrifuge                                                      | 90    |       |
| 8. Mai  | Eddy Arnold                              | US-amerikanischer Country- und Popsänger                                                                        | 89    |       |
| 8. Mai  | Hans Daniel                              | deutscher Schauspieler und Nachrichtensprecher                                                                  | 85    |       |
| 8. Mai  | Bruno Detassis                           | italienischer Bergsteiger und -führer                                                                           | 97    |       |
| 8. Mai  | Aryeh Dvoretzky                          | israelischer Mathematiker                                                                                       | 92    |       |
| 8. Mai  | Jacques Favre                            | französischer Fußballspieler und -trainer                                                                       | 87    |       |
| 8. Mai  | Heinz Felfe                              | deutscher SS-Obersturmführer und sowjetischer Spion                                                             | 90    |       |
| 8. Mai  | Dorothy Green                            | US-amerikanische Schauspielerin findagrave.com                                                                  | 88    |       |
| 8. Mai  | William Holland                          | neuseeländisch-amerikanischer Ökonom und Asienforscher                                                          | 100   |       |
| 8. Mai  | Murray Jarvik                            | US-amerikanischer Pharmakologe und Miterfinder des Nikotinpflasters                                             | 84    |       |
| 8. Mai  | Larry Levine                             | US-amerikanischer Tontechniker                                                                                  | 80    |       |
| 8. Mai  | Luigi Malerba                            | italienischer Schriftsteller, Drehbuchautor und Verfasser von Erzählungen, Hör- und Fernsehspielen              | 80    |       |
| 8. Mai  | Arved Rogall                             | deutscher Politiker                                                                                             | 81    |       |
| 8. Mai  | Adolf Schröder                           | deutscher Autor und Taxifahrer                                                                                  | 69    |       |
| 8. Mai  | François Sterchele                       | belgischer Fußballspieler                                                                                       | 26    |       |
| 8. Mai  | Benjamino Valsecchi                      | Schweizer Turner                                                                                                | 79    |       |
| 9. Mai  | Leyla Gencer                             | türkische Sopranistin                                                                                           | 79    |       |
| 9. Mai  | Schmuel Katz                             | israelischer Politiker, Schriftsteller, Historiker und Journalist                                               | 93    |       |
| 9. Mai  | Nuala O’Faolain                          | irische Journalistin und Schriftstellerin                                                                       | 68    |       |
| 9. Mai  | Ronald A. Parise                         | US-amerikanischer Astronaut                                                                                     | 56    |       |
| 9. Mai  | Ignacio Prieto Vega                      | spanischer Ordensgeistlicher, römisch-katholischer Bischof von Hwange in Simbabwe                               | 85    |       |
| 9. Mai  | Pascal Sevran                            | französischer Autor, Sänger und Fernsehshowmaster                                                               | 62    |       |
| 9. Mai  | Sinan Sofuoğlu                           | türkischer Motorradrennfahrer                                                                                   | 25    |       |
| 9. Mai  | Otto Zink                                | deutscher Gewerkschafter und Politiker (CDU), MdL, MdB                                                          | 82    |       |
| 10. Mai | John Barraclough                         | britischer Offizier der Luftstreitkräfte des Vereinigten Königreichs                                            | 90    |       |
| 10. Mai | Paul Haeberlin                           | französischer Drei-Sterne-Koch                                                                                  | 84    |       |
| 10. Mai | Heinrich Herrwerth                       | deutscher Leichtathlet                                                                                          | 94    |       |
| 10. Mai | Liao Fung-te                             | taiwanischer Politiker der Kuomintang                                                                           |       |       |
| 10. Mai | Ture Håkan Pettersson                    | schwedischer Eishockeyspieler                                                                                   | 58    |       |
| 10. Mai | Mario Schiano                            | italienischer Jazzmusiker                                                                                       | 74    |       |
| 10. Mai | Marjory Shedd                            | kanadische Badminton- und Volleyballspielerin                                                                   | 82    |       |
| 10. Mai | Michael Weckler                          | deutscher Schauspieler, Regisseur und Synchronsprecher                                                          | 65    |       |
| 10. Mai | Achim Wichert                            | deutscher Opernsänger                                                                                           | 74    |       |
| 10. Mai | John Paul Wild                           | australischer Radioastronom und Wissenschaftsmanager                                                            | 84    |       |
| 11. Mai | Eugen Jesser                             | österreichischer Präsident der Wiener Sängerknaben                                                              | 62    |       |
| 11. Mai | Gerlinde Neumann                         | deutsche Politikerin (SPD), MdL                                                                                 | 69    |       |
| 11. Mai | Bruno Neves                              | portugiesischer Radrennfahrer                                                                                   | 26    |       |
| 11. Mai | Dottie Rambo                             | US-amerikanische Gospelkünstlerin                                                                               | 74    |       |
| 11. Mai | Matthias Robl                            | deutscher Alpinist, Leistungs-, Ski- und Höhenbergsteiger                                                       | 38    |       |
| 11. Mai | Malte Rühmann                            | deutscher Komponist, Pianist und Organist                                                                       | 47    |       |
| 11. Mai | Jeff Torrington                          | britischer Schriftsteller                                                                                       | 72    |       |
| 11. Mai | Heather Stohler (Heather Arrick)         | US-amerikanisches Model bild.de                                                                                 | 29    |       |
| 12. Mai | Penny Banner                             | US-amerikanische Wrestlerin                                                                                     | 73    |       |
| 12. Mai | Miriam Christmann                        | deutsche Fernsehmoderatorin                                                                                     | 41    |       |
| 12. Mai | Oakley Hall                              | US-amerikanischer Schriftsteller                                                                                | 87    |       |
| 12. Mai | Beverly Rae Kimes                        | US-amerikanische Automobilhistorikerin und Chefredakteurin                                                      | 68    |       |
| 12. Mai | Marjanne Kweksilber                      | niederländische Sopranistin                                                                                     | 64    |       |
| 12. Mai | Rudolf Peters                            | deutscher Bergsteiger                                                                                           | 95    |       |
| 12. Mai | Simion Pop                               | rumänischer Schriftsteller, Journalist und Diplomat                                                             | 77    |       |
| 12. Mai | Robert Rauschenberg                      | US-amerikanischer Maler und Objektkünstler                                                                      | 82    |       |
| 12. Mai | Hans Rotta                               | deutscher Verleger, Herausgeber, Redakteur und Biologe                                                          | 86    |       |
| 12. Mai | Robert Russell                           | englischer Schauspieler                                                                                         | 71    |       |
| 12. Mai | Irena Sendler                            | polnische Krankenschwester, die die Kinder-Sektion des Rats für die Unterstützung der Juden (Żegota) organis... | 98    |       |
| 12. Mai | Robert A. Sutermeister                   | US-amerikanischer Wirtschaftswissenschaftler                                                                    | 94    |       |
| 12. Mai | Claudio Undari                           | italienischer Schauspieler                                                                                      | 73    |       |
| 12. Mai | Curtis Whitley                           | US-amerikanischer American-Football-Spieler thestate.com                                                        | 39    |       |
| 13. Mai | Jill Adams                               | britische Filmschauspielerin                                                                                    | 77    |       |
| 13. Mai | Lucius D. Battle                         | US-amerikanischer Diplomat                                                                                      | 89    |       |
| 13. Mai | Malte Dahrendorf                         | deutscher Literaturforscher und Hochschullehrer                                                                 | 79    |       |
| 13. Mai | Bernardin Gantin                         | beninischer Kurienkardinal und Kardinaldekan                                                                    | 86    |       |
| 13. Mai | John Phillip Law                         | US-amerikanischer Schauspieler                                                                                  | 70    |       |
| 13. Mai | Georg Mautner Markhof                    | österreichischer Industrieller und Politiker                                                                    | 81    |       |
| 13. Mai | Larry McKeon                             | US-amerikanischer Politiker (Demokrat)                                                                          | 63    |       |
| 13. Mai | Erhard O. Müller                         | deutscher Sozialwissenschaftler, Journalist und Publizist                                                       | 53    |       |
| 13. Mai | Beatrice L. Pool-Zobel                   | deutsche Ernährungstoxikologin                                                                                  | 59    |       |
| 13. Mai | James W. Pulley                          | deutscher Sänger                                                                                                | 72    |       |
| 13. Mai | Colea Răutu                              | rumänischer Schauspieler                                                                                        | 95    |       |
| 13. Mai | Sa'ad al-Abdallah as-Salim as-Sabah      | kuwaitischer Politiker, Emir seines Staates (2006)                                                              |       |       |
| 13. Mai | Thomas F. Salzer                         | österreichischer Industrieller und Altverleger                                                                  | 95    |       |
| 13. Mai | Constantin Toma                          | rumänischer Fußballspieler                                                                                      | 80    |       |
| 14. Mai | Frith Banbury                            | britischer Schauspieler und Regisseur                                                                           | 96    |       |
| 14. Mai | Dagmar Barnouw                           | deutsch-US-amerikanische Literaturwissenschaftlerin latimes.com                                                 | 72    |       |
| 14. Mai | Robert O. Becker                         | US-amerikanischer Mediziner                                                                                     | 84    |       |
| 14. Mai | Roxanna M. Brown                         | US-amerikanische und thailändische Kunsthistorikerin und vormalige Journalistin                                 | 62    |       |
| 14. Mai | Arthur W. Burks                          | US-amerikanischer Computerpionier                                                                               | 92    |       |
| 14. Mai | Warren Cowan                             | US-amerikanischer PR-Agent                                                                                      | 87    |       |
| 14. Mai | J.A.A. van Doorn                         | niederländischer Soziologe, Historiker und Kolumnist                                                            | 83    |       |
| 14. Mai | Juri Iljitsch Druschnikow                | russischer Schriftsteller                                                                                       | 75    |       |
| 14. Mai | Elmar Ferber                             | deutscher Verleger, Autor, Filmemacher                                                                          | 64    |       |
| 14. Mai | John Forbes-Robertson                    | britischer Schauspieler                                                                                         | 80    |       |
| 14. Mai | Derek Goodwin                            | englischer Ornithologe und Autor von Vogelbestimmungsbüchern                                                    | 88    |       |
| 14. Mai | Mao Shouxian                             | chinesischer Biochemiker und Biomorphologe                                                                      | 85    |       |
| 14. Mai | Heinrich Morscher                        | österreichischer Priester                                                                                       | 78    |       |
| 14. Mai | Juri Sergejewitsch Rytcheu               | tschuktschischer Schriftsteller                                                                                 | 78    |       |
| 14. Mai | Claude Théberge                          | kanadischer Maler thestar.com                                                                                   | 73    |       |
| 14. Mai | Gerhard Voigt                            | deutsch-schwedischer Mediziner                                                                                  | 86    |       |
| 15. Mai | Henry Austin                             | indischer Politiker und Diplomat                                                                                | 87    |       |
| 15. Mai | Tommy Burns                              | schottischer Fußballspieler und -trainer                                                                        | 51    |       |
| 15. Mai | Hila Colman                              | US-amerikanische Jugendbuchautorin                                                                              | 98    |       |
| 15. Mai | Alexander Courage                        | US-amerikanischer Komponist von Filmmusik                                                                       | 88    |       |
| 15. Mai | Luisa Della Noce                         | italienische Schauspielerin                                                                                     | 85    |       |
| 15. Mai | Walt Dickerson                           | US-amerikanischer Jazz-Vibraphonist                                                                             | 77    |       |
| 15. Mai | Robert Dunlop                            | britischer Motorradrennfahrer                                                                                   | 47    |       |
| 15. Mai | Will Elder                               | US-amerikanischer Illustrator und Comiczeichner                                                                 | 86    |       |
| 15. Mai | Bob Florence                             | US-amerikanischer Jazzpianist, Arrangeur und Bigband-Leader                                                     | 75    |       |
| 15. Mai | Waldemar Fritsch                         | österreichischer Tischtennisspieler                                                                             |       |       |
| 15. Mai | Ottar Grønvik                            | norwegischer germanistischer und skandinavistischer Mediävist, Linguist und Runologe                            | 91    |       |
| 15. Mai | Ahmed Huber                              | Schweizer Bankmanager und Journalist                                                                            |       |       |
| 15. Mai | Tobias Ihle                              | deutscher Kirchenmusiker                                                                                        | 83    |       |
| 15. Mai | Jürgen Kolbe                             | deutscher Germanist und Kommunalpolitiker                                                                       | ≈68   |       |
| 15. Mai | Willis Eugene Lamb                       | US-amerikanischer Physiker                                                                                      | 94    |       |
| 15. Mai | Morsal Obeidi                            | afghanisch-deutsches Mordopfer                                                                                  | 16    |       |
| 16. Mai | Charles J. Adams                         | US-amerikanischer Jurist und Politiker                                                                          | 91    |       |
| 16. Mai | William Blease                           | britischer Politiker (Labour)                                                                                   | 93    |       |
| 16. Mai | Herbert Dannenmeier                      | deutscher Fußballspieler                                                                                        | 82    |       |
| 16. Mai | Sandy Howard                             | US-amerikanischer Filmproduzent                                                                                 | 80    |       |
| 16. Mai | Ulrich Makosch                           | deutscher Journalist                                                                                            | 75    |       |
| 16. Mai | David Mitton                             | britischer Fernsehproduzent und Regisseur                                                                       | 69    |       |
| 16. Mai | Robert Mondavi                           | US-amerikanischer Unternehmer, Pionier des amerikanischen Weinbaus                                              | 94    |       |
| 16. Mai | Bill Reichenbach senior                  | US-amerikanischer Jazzschlagzeuger                                                                              | 84    |       |
| 16. Mai | Peter Rolfe Vaughan                      | britischer Geotechnik-Ingenieur                                                                                 | 73    |       |
| 17. Mai | Alfredo Battistini                       | italienisch-schweizerischer Bildhauer, Zeichner und Sportler                                                    | 54    |       |
| 17. Mai | Edward Bodel                             | US-amerikanischer Eiskunstläufer                                                                                | 87    |       |
| 17. Mai | Jolyon Brettingham Smith                 | britischer Moderator und Komponist                                                                              | 58    |       |
| 17. Mai | Gerhard Cyliax                           | deutscher Fußballspieler                                                                                        | 73    |       |
| 17. Mai | Zélia Gattai                             | brasilianische Autorin                                                                                          | 91    |       |
| 17. Mai | Hannelore Jacob                          | deutsche Schlagersängerin                                                                                       |       |       |
| 17. Mai | Uwe Kreyssig                             | deutscher Opernsänger (Bariton), Opernregisseur und Fernsehmoderator issuu.com                                  | 77    |       |
| 17. Mai | Rudolf Lehner                            | deutscher Lehrer, Gewerkschafter und Senator (Bayern)                                                           | 79    |       |
| 17. Mai | Richard Lower                            | US-amerikanischer Kardiologe und Chirurg                                                                        | 78    |       |
| 17. Mai | D. Aubrey Moodie                         | kanadischer Kommunalpolitiker, Bürgermeister des Nepean Township, Ontario                                       | 99    |       |
| 17. Mai | Kurt Tomaschitz                          | österreichischer Althistoriker und Epigraphiker                                                                 | 46    |       |
| 17. Mai | Joyce Trimmer                            | kanadische Politikerin                                                                                          | 80    |       |
| 17. Mai | Lionel Van Deerlin                       | US-amerikanischer Politiker (Demokrat) und Journalist                                                           | 93    |       |
| 18. Mai | Pietro Cascella                          | italienischer Bildhauer corriere.it                                                                             | 87    |       |
| 18. Mai | Jonathan James                           | US-amerikanischer Hacker                                                                                        | 24    |       |
| 18. Mai | Joseph Pevney                            | US-amerikanischer Filmregisseur, Schauspieler, Filmproduzent und Drehbuchautor                                  | 96    |       |
| 18. Mai | Lawrence Roman                           | US-amerikanischer Bühnen- und Drehbuchautor                                                                     | 86    |       |
| 19. Mai | Johann Graf Lexa von Aehrenthal          | Kanzler des österreichischen Malteserordens malteser-orden.at                                                   | 74    |       |
| 19. Mai | Charles Brenner                          | US-amerikanischer Psychiater und Psychoanalytiker                                                               | 94    |       |
| 19. Mai | Lewis Joachim Edinger                    | US-amerikanischer Politologe                                                                                    | 86    |       |
| 19. Mai | Rimma Kasakowa                           | russische Dichterin newsru.com                                                                                  | 76    |       |
| 19. Mai | Ryszard Kulesza                          | polnischer Fußballtrainer sport.pl                                                                              | 76    |       |
| 19. Mai | Jochen Piel                              | deutscher Schauspieler und Kabarettist express.de                                                               | 69    |       |
| 19. Mai | Jules Stauber                            | deutsch-schweizerischer Cartoonist, Illustrator und Graphiker                                                   | 88    |       |
| 19. Mai | Vijay Tendulkar                          | indischer Bühnen- und Drehbuchautor                                                                             | 80    |       |
| 19. Mai | Eduardas Vilkas                          | litauischer Mathematiker und Politiker                                                                          | 72    |       |
| 20. Mai | Crispin Beltran                          | philippinischer Politiker                                                                                       | 75    |       |
| 20. Mai | Charlie Booth                            | australischer Leichtathlet                                                                                      | 104   |       |
| 20. Mai | Thomas Burlison                          | britischer Fußballspieler und Gewerkschafter                                                                    | 71    |       |
| 20. Mai | August Dauses                            | deutscher Romanist und Sprachwissenschaftler                                                                    | 60    |       |
| 20. Mai | Chiuas Dospanowa                         | sowjetische Navigatorin und Pilotin                                                                             | 86    |       |
| 20. Mai | Jürgen Ehlers                            | deutscher Physiker                                                                                              | 78    |       |
| 20. Mai | Joachim Erwin                            | deutscher Politiker (CDU), MdL, Oberbürgermeister von Düsseldorf                                                | 58    |       |
| 20. Mai | Harald Hein                              | deutscher Florettfechter                                                                                        | 58    |       |
| 20. Mai | Hamilton Jordan                          | US-amerikanischer Politikberater                                                                                | 63    |       |
| 20. Mai | Balasegaram Kandiah                      | tamilischer Rebellenführer                                                                                      | 42    |       |
| 20. Mai | Martin Kelly                             | britischer Chirurg                                                                                              | 43    |       |
| 20. Mai | Evelyn Moriarty                          | US-amerikanische Schauspielerin, Double von Marilyn Monroe                                                      | 81    |       |
| 20. Mai | Ernest Richard Ward Neale                | kanadischer Geologe                                                                                             | 84    |       |
| 20. Mai | William Roy Piggott                      | britischer Physiker und Hochfrequenztechniker                                                                   | 93    |       |
| 20. Mai | Ali Sadikin                              | indonesischer Politiker                                                                                         | 80    |       |
| 21. Mai | Renate Anger                             | deutsche Malerin kunstmarkt.com                                                                                 | 65    |       |
| 21. Mai | Steven Garling                           | deutscher Musiker stevengarling.de                                                                              | 39    |       |
| 21. Mai | Brian Keenan                             | britisches Mitglied des Armeerates der Provisional IRA                                                          |       |       |
| 21. Mai | Michelle Meldrum                         | US-amerikanische Rock-Gitarristin                                                                               | 39    |       |
| 21. Mai | Ernst Meyer                              | dänischer Schauspieler                                                                                          | 76    |       |
| 21. Mai | John Aloysius Morgan                     | römisch-katholischer Militärbischof von Australien                                                              | 98    |       |
| 21. Mai | Irmgard Schaaf                           | deutsche Tanzpädagogin                                                                                          | 82    |       |
| 21. Mai | Gilberte Thirion                         | belgische Automobilrennfahrerin                                                                                 | 80    |       |
| 22. Mai | Robert Lynn Asprin                       | US-amerikanischer Schriftsteller                                                                                | 61    |       |
| 22. Mai | Zdenka Bergrová                          | tschechische Dichterin und Übersetzerin russischer Literatur                                                    | 85    |       |
| 22. Mai | Rainer Cadenbach                         | deutscher Musikwissenschaftler und Hochschullehrer                                                              | 63    |       |
| 22. Mai | Harald Fritzsche                         | deutscher Fußballspieler, Torwart der DDR-Nationalmannschaft                                                    | 70    |       |
| 22. Mai | Joseph P. Hoey                           | US-amerikanischer Anwalt nytimes.com                                                                            | 92    |       |
| 22. Mai | Doris Janssen-Reschke                    | lutherische Theologin                                                                                           | 63    |       |
| 22. Mai | Harry Lange                              | britischer Szenenbildner                                                                                        | 77    |       |
| 22. Mai | Judith Le Soldat                         | Schweizer Psychoanalytikerin, Forscherin, Dozentin und Autorin                                                  | 60    |       |
| 22. Mai | Jack Mildren                             | US-amerikanischer Footballspieler und Politiker                                                                 | 58    |       |
| 22. Mai | Luca Milesi                              | italienischer Ordensgeistlicher, römisch-katholischer Bischof von Barentu                                       | 84    |       |
| 22. Mai | Hans Peter Schlumpf                      | Schweizer Politiker                                                                                             | 54    |       |
| 22. Mai | Thomas Schönfeld                         | österreichischer Universitätsprofessor für Strahlenchemie und in der Friedensbewegung engagiert                 | 84    |       |
| 22. Mai | Günter Staudt                            | deutscher Botaniker                                                                                             | 81    |       |
| 22. Mai | Boris Tropaneț                           | ukrainisch-moldawischer Fußballspieler und -trainer eurofotbal.info                                             | 44    |       |
| 23. Mai | Cornell Capa                             | ungarisch-US-amerikanischer Fotograf                                                                            | 90    |       |
| 23. Mai | Adolf Diamant                            | deutsch-jüdischer Historiker, Journalist und Autor                                                              | 84    |       |
| 23. Mai | Roberto Freire                           | brasilianischer Psychiater und Schriftsteller                                                                   | 81    |       |
| 23. Mai | Buchuti Gurgenidse                       | georgisch-sowjetischer Schachgroßmeister                                                                        | 74    |       |
| 23. Mai | Erich Küchenhoff                         | deutscher Bürgerrechtler, Staatsrechtsprofessor und Politiker (SPD), MdL                                        | 85    |       |
| 23. Mai | Heinrich Kwiatkowski                     | deutscher Fußballspieler                                                                                        | 81    |       |
| 23. Mai | Ulrich Lunscken                          | deutscher Diplomat                                                                                              | 56    |       |
| 23. Mai | Iñaki Ochoa de Olza                      | spanischer Extrembergsteiger                                                                                    | 40    |       |
| 23. Mai | Jefferson Peres                          | brasilianischer Politiker                                                                                       | 76    |       |
| 23. Mai | Utah Phillips                            | US-amerikanischer Musiker und Gewerkschafter                                                                    | 73    |       |
| 23. Mai | Siegfried Pokern                         | deutscher Opern- und Operettensänger                                                                            | 31    |       |
| 23. Mai | Bhargavi Rao                             | Übersetzerin der Telugu-Literatur                                                                               | 63    |       |
| 23. Mai | Werner Zurfluh                           | Schweizer Bewusstseins- und Klartraum-Forscher                                                                  | 62    |       |
| 24. Mai | Adam Baruch                              | israelischer Journalist, Zeitungsverleger, Schriftsteller und Kunstkritiker                                     | 63    |       |
| 24. Mai | André Brandt                             | Schweizer Politiker                                                                                             | 82    |       |
| 24. Mai | Tano Cimarosa                            | italienischer Schauspieler und Filmregisseur                                                                    | 86    |       |
| 24. Mai | Gerhard Dewitz                           | deutscher Politiker (CDU)                                                                                       | 81    |       |
| 24. Mai | Ingolf Gorges                            | deutscher Schauspieler                                                                                          | 68    |       |
| 24. Mai | Robert Knox                              | britischer Schauspieler                                                                                         | 18    |       |
| 24. Mai | Isaac Lipschits                          | niederländischer Historiker und Politologe                                                                      | 77    |       |
| 24. Mai | Dick Martin                              | US-amerikanischer Komiker, Schauspieler und Regisseur                                                           | 86    |       |
| 24. Mai | Jimmy McGriff                            | US-amerikanischer Soul- und Jazz-Organist                                                                       | 72    |       |
| 24. Mai | Jens Rosing                              | grönländischer Schriftsteller und Künstler                                                                      | 82    |       |
| 24. Mai | Pierre Sagna                             | senegalesischer Geistlicher, römisch-katholischer Bischof von Saint-Louis du Sénégal                            | 75    |       |
| 25. Mai | Homer Ellis Finger Jr.                   | US-amerikanischer Bischof umc.org                                                                               | 91    |       |
| 25. Mai | James D. Griffin                         | US-amerikanischer Politiker                                                                                     | 78    |       |
| 25. Mai | Geremi González                          | venezolanischer Baseballspieler sports.espn.go.com                                                              | 33    |       |
| 25. Mai | Lothar Köhler                            | deutscher Sportfunktionär                                                                                       | 82    |       |
| 25. Mai | Juri Semjonowitsch Konowalow             | sowjetischer Sprinter                                                                                           | 78    |       |
| 25. Mai | Rudolf Kubak                             | deutscher Orgelbauer                                                                                            | 80    |       |
| 25. Mai | Mitch Mullany                            | US-amerikanischer Stand-Up-Comedian und Schauspieler                                                            | 39    |       |
| 25. Mai | John Simplot                             | US-amerikanischer Unternehmer                                                                                   | 99    |       |
| 25. Mai | Tero Smith                               | US-amerikanischer Rapper und Musikproduzent                                                                     | 30    |       |
| 25. Mai | Ernst Stuhlinger                         | deutsch-amerikanischer Atom-, Elektrotechnik- und Raketenwissenschaftler                                        | 94    |       |
| 25. Mai | Stephan Waetzoldt                        | deutscher Kunsthistoriker                                                                                       | 88    |       |
| 25. Mai | Chauncey Welsch                          | US-amerikanischer Jazzmusiker                                                                                   | 81    |       |
| 26. Mai | Ditmar Gdanietz                          | deutscher Kampfsportler und Träger des 10. Dan Jiu Jitsu                                                        |       |       |
| 26. Mai | Earle Hagen                              | US-amerikanischer Filmkomponist                                                                                 | 88    |       |
| 26. Mai | Sydney Pollack                           | US-amerikanischer Filmregisseur, Filmproduzent und Schauspieler                                                 | 73    |       |
| 26. Mai | Koloa Talake                             | tuvaluischer Politiker                                                                                          | 73    |       |
| 27. Mai | Ed Arno                                  | rumänisch-amerikanischer Cartoonist und Illustrator von Kinderbüchern                                           | 91    |       |
| 27. Mai | Friedrich Bender                         | deutscher Geologe                                                                                               | 83    |       |
| 27. Mai | Vasile Bulucea                           | rumänischer Politiker evz.ro                                                                                    | 77    |       |
| 27. Mai | Angelo Cella                             | italienischer Ordensgeistlicher, römisch-katholischer Bischof von Veroli                                        | 84    |       |
| 27. Mai | Franz Künstler                           | österreichischer Kriegsveteran                                                                                  | 107   |       |
| 27. Mai | Reinhold Pabel                           | deutscher Autor und Antiquar archive.ph                                                                         | 92    |       |
| 27. Mai | Alejandro Romualdo                       | peruanischer Dichter, Zeichner, Dozent und Journalist latercera.com                                             | 81    |       |
| 28. Mai | Gladys Castelvecchi                      | uruguayische Schriftstellerin                                                                                   | 85    |       |
| 28. Mai | Beryl Cook                               | britische Malerin                                                                                               | 81    |       |
| 28. Mai | Sven Davidson                            | schwedischer Tennisspieler                                                                                      | 79    |       |
| 28. Mai | Alexander Gordan                         | deutscher Texter, Komponist, Sänger, Arrangeur und Musikproduzent                                               | 81    |       |
| 28. Mai | Robert Justman                           | US-amerikanischer Filmregie-Assistent und Filmproduzent                                                         | 81    |       |
| 28. Mai | Gerhard Konzelmann                       | deutscher Journalist und Autor                                                                                  | 75    |       |
| 28. Mai | Max Liebster                             | deutscher Kaufmann                                                                                              | 93    |       |
| 29. Mai | Paula Gunn Allen                         | US-amerikanische Autorin und Poetin                                                                             | 68    |       |
| 29. Mai | Mathilde Berghofer-Weichner              | deutsche Juristin und Politikerin (CSU), MdL                                                                    | 77    |       |
| 29. Mai | José Alejandro Bernales Ramírez          | chilenischer Polizeichef news.bbc.co.uk                                                                         | 59    |       |
| 29. Mai | Luc Bourdon                              | kanadischer Eishockeyspieler                                                                                    | 21    |       |
| 29. Mai | Horst Felber                             | deutscher Generalmajor im Ministerium für Staatssicherheit (MfS) der DDR                                        | 78    |       |
| 29. Mai | Gerhard Helbig                           | deutscher Germanist                                                                                             | 78    |       |
| 29. Mai | Harvey Korman                            | US-amerikanischer Schauspieler                                                                                  | 81    |       |
| 29. Mai | Lothar Lies                              | katholischer Theologe                                                                                           | 68    |       |
| 29. Mai | Kurt Lohberger                           | deutscher Militär und Vorsitzender der GST                                                                      | 93    |       |
| 29. Mai | Danny Moss                               | britischer Jazzsaxophonist                                                                                      | 80    |       |
| 29. Mai | Ricardo-Horacio Neumann                  | argentinischer Fußballspieler                                                                                   | 61    |       |
| 29. Mai | Otto Riehs                               | deutscher Soldat der deutschen Wehrmacht                                                                        | 86    |       |
| 29. Mai | Heinz Schlüter                           | deutscher Botaniker zobodat.at                                                                                  | 83    |       |
| 29. Mai | Ulrich Trinks                            | österreichischer Historiker und Publizist                                                                       | 78    |       |
| 30. Mai | Campbell Burnap                          | britischer Jazzmusiker und Rundfunkmoderator independent.co.uk                                                  | 68    |       |
| 30. Mai | Harry Brautigam                          | nicaraguanischer Ökonom                                                                                         | 59    |       |
| 30. Mai | Gert Haucke                              | deutscher Schauspieler, Schriftsteller und Sachbuchautor                                                        | 79    |       |
| 30. Mai | Bernhard Küppers                         | deutscher Architekt und Baubeamter                                                                              | 74    |       |
| 30. Mai | Götz Lahusen                             | deutscher Klassischer Archäologe                                                                                | 63    |       |
| 30. Mai | András Mezei                             | ungarischer Schriftsteller mv-online.de                                                                         | 77    |       |
| 30. Mai | William E. Odom                          | US-amerikanischer Heeresoffizier, Direktor der NSA                                                              | 75    |       |
| 30. Mai | José Benito Ríos                         | chilenischer Fußballspieler                                                                                     | 73    |       |
| 30. Mai | Boris Anfijanowitsch Schachlin           | sowjetischer Kunstturner                                                                                        | 76    |       |
| 31. Mai | Detlev Albers                            | deutscher Politologe und Politiker (SPD)                                                                        | 64    |       |
| 31. Mai | Carlos Alhinho                           | kap-verdisch-portugiesischer Fußballspieler und Trainer                                                         | 59    |       |
| 31. Mai | Neal T. Baker                            | US-amerikanischer Unternehmer pe.com                                                                            | 84    |       |
| 31. Mai | Franz Emschermann                        | deutscher Politiker                                                                                             | 89    |       |
| 31. Mai | Vytautas Gaidamavičius                   | litauischer Pianist und Politiker                                                                               | 76    |       |
| 31. Mai | Detlef Gromoll                           | deutscher Mathematiker                                                                                          | 70    |       |
| 31. Mai | Joachim Herz                             | deutscher Unternehmer                                                                                           | 66    |       |
| 31. Mai | Bob MacGregor                            | US-amerikanischer Fernsehreporter und Nachrichtensprecher cbc.ca                                                | 74    |       |
| 31. Mai | Charles C. Moskos                        | US-amerikanischer Soziologe news.yahoo.com                                                                      | 74    |       |
| 31. Mai | Reginald Rudorf                          | deutscher Politologe, Dissident, Journalist, Medienkritiker und Autor                                           | 78    |       |